# Бассерман, Ханс
Ханс Бассерман (нем. Hans Bassermann; 20 сентября 1888, Франкфурт-на-Майне — 12 февраля 1978, Цинциннати) — немецкий скрипач, музыкальный педагог, сын скрипача Фрица Бассермана и пианистки Флоренс Бассерман (урождённой Ротшильд).

## Биография
Учился в Берлинской Высшей школе музыки (у Анри Марто) и в Консерватории Штерна. Играл в Оркестре Гевандхауса, затем в 1910—1911 годах был концертмейстером Берлинского филармонического оркестра. Преподавал в Берлине. В годы Первой мировой войны служил санитарным инспектором в госпиталях немецкой армии во Франции и Бельгии, затем вернулся в Берлин и в 1920—1923 годах преподавал в Консерватории Шарвенки, затем в Лейпцигской консерватории (где у него, в частности, учился Франц Конвичный), Институте церковной музыки и наконец в 1930—1933 годах в Веймарской Высшей школе музыки. Одновременно концертировал как солист и ансамблист.
С приходом к власти нацистов вынужден был, в силу своего еврейского происхождения, выступать во франкфуртском оркестре так называемого Культурного союза — организации, объединявшей деятелей искусства с еврейской кровью. В 1936 году получил возможность выехать в Швейцарию, где в течение одного сезона был концертмейстером Оркестра романской Швейцарии. Затем заключил контракт с Палестинским оркестром и осенью 1937 года дебютировал в Палестине как концертмейстер и как солист (особым успехом пользовалось исполнение Бассерманом второго скрипичного концерта Макса Бруха)f>.
В связи с финансовыми сложностями, с которыми столкнулся Палестинский оркестр, летом 1938 года Бассерман уехал в США, где до 1944 года играл в Питсбургском симфоническом оркестре, затем до 1946 года в Чикагском симфоническом оркестре. В 1952 году обосновался во Флориде и преподавал в Южном колледже Флориды.